# آژانس ارتباطات کاخ سفید
آژانس ارتباطات کاخ سفید (انگلیسی: White House Communications Agency) که به عنوان سپاه سیگنال کاخ سفید (WHSC) شناخته شده، رسماً توسط وزارت جنگ ایالات متحده آمریکا و در میانه جنگ جهانی دوم، در ۲۵ مارس سال ۱۹۴۲ در زمان ریاست جمهوری فرانکلین روزولت. تشکیل شد. این سازمان برای ارائه نیازهای ارتباطات نرمال و اضطراری در حمایت از رئیس جمهور ایجاد شده است کار این واحد آن است که همزمان با بروز اتفاق‌های عادی یا بحرانی از نظر ارتباطی رئیس‌جمهور ایالات متحده آمریکا را پشتیبانی می‌کند. این واحد در عرصه ارتباطات سیار، ارتباطات دور و تلفنی و همچنین ارتباطات رمزنگاری شده فعال است. مقر این بخش در شنگری‌لا، کمپ‌دیوید قرار دارد. مأموریت سازمانی این بخش آن است که رئیس‌جمهوری را در موقعیت ارتباطی بهتری قرار دهد تا بتواند زودتر از دیگران از اتفاقات خبردار شود و بتواند مدیریت مؤثرتری را اعمال کند.
این آژانس در حوادث مختلفی از جمله در حوادث تاریخی مهمی چون جنگ کره، جنگ ویتنام، پاناما، گوآتمالا، عملیات طوفان صحرا در عراق و عملیات امید در سومالی. یکی از مهمترین نهادهای پیگیر قتل کندی و همچنین بازدارنده ترور ریگان و جرالد فورد نقش نامحسوسی اما قابل توجهی داشته است.
هسته اصلی این آژانس از یک تیم کوچک ۳۲ نفره نظامی از نیروهای هوایی، دریایی، زمینی و نیروهای امنیتی تشکیل می‌شود، ولی مهمترین سلاح در دست این گروه توان ارتباطی قوی آنان است.